# Карин (Великая Армения)

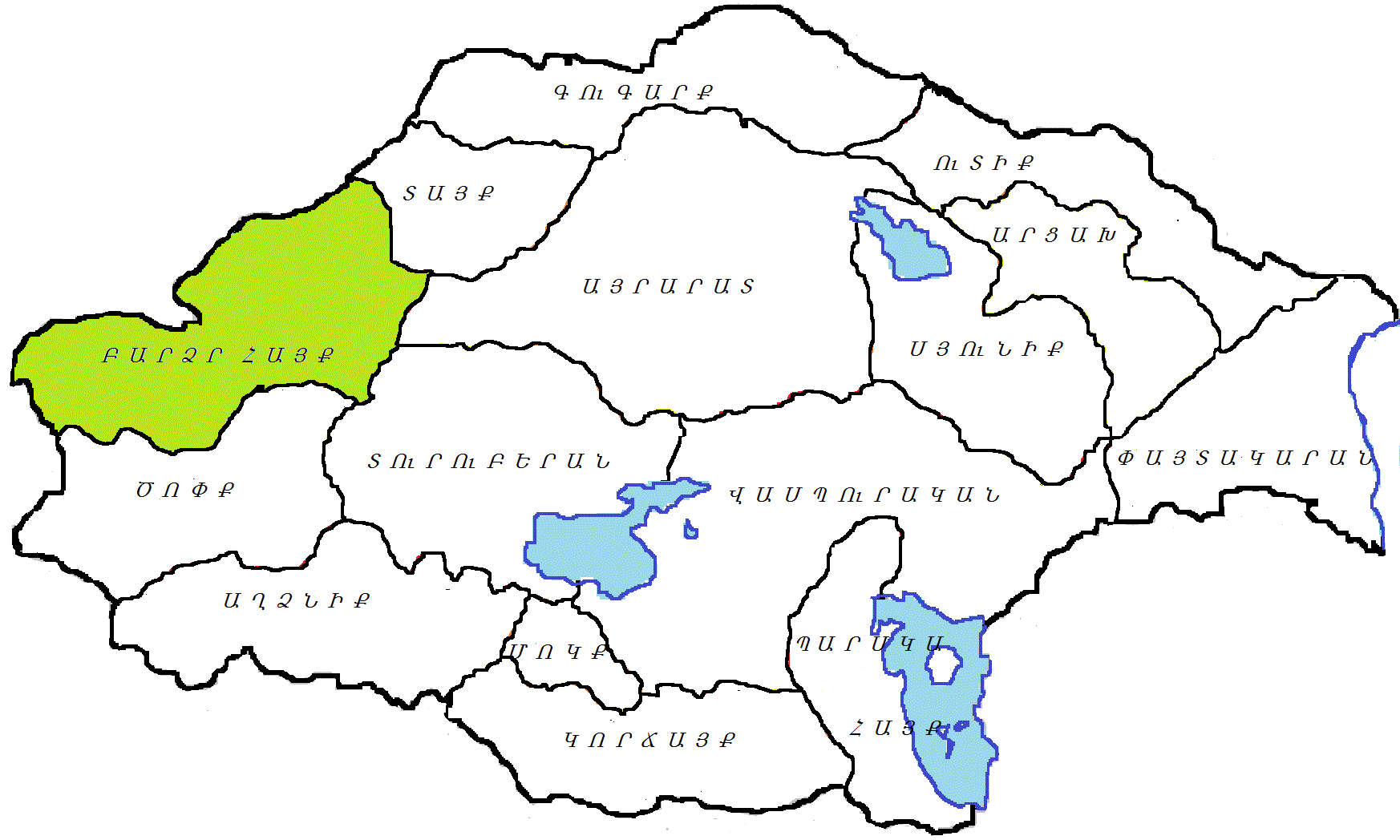
Расположение провинции Бардзор Айк на карте Великой Армении

Карин (арм. Կարին, также «Высокая Армения» (Бардзр Айк, арм. Բարձր Հայք), у греко-римских авторов «Каренитида») — ашхар (область) Великой Армении. Располагалась на западе, в районе города Эрзерум.

## История
Территория ашхара (области) Бардзр Айк (Высокая Армения) во 2-м и в первой четверти 1-го тысячелетия до н. э. входила в состав древнего арийского (индо-европейского) государства Хайаса и населена была племенами хаяса-ацци. Затем эта область входила в состав царства Малая Армения, возникшего в последней четверти VII века до н. э. и просуществовавшего с перерывами до конца I века, когда оно было упразднено римским императором Веспасианом и превращена в римскую провинцию. Большая же часть Барцр Хайка была присоединена к Великой Армении в начале II века до н. э. Арташесом I.

## Описание
Площадь Высокой Армении составляла 23 860 км². Крупнейшие города Карин (у византийцев Феодосиополь), Ерзнка. Армянский географ VII века Анания Ширакаци описывает провинцию следующим образом:
Высокая Армения заключает в себе 9 областей: 1. Даранаги, 2. Аръюц, 3. Мендзур, 4. Екегеац, 5. Мананаги, 6. Дерджан, 7. Спер, 8. Шатгомк, 9. Карин. Эта Армения, соответственно своему названию, действительно выше всех земель, ибо от неё текут реки на все четыре стороны. В ней 3 горы, много дичи и годных (в пищу) птиц, тёплые воды, соляные копи, изобилие во всём, и город Феодосиополь.
В результате раздела Армении в 387 году отошла к Римской (затем Восточной Римской) империи, после чего главный город и был переименован в честь правившего тогда императора Феодосия Великого.